# Mohamed Dellahi Yali
Mohamed Dellahi Yali (ur. 1 listopada 1997 w Nawakszucie) – mauretański piłkarz grający na pozycji defensywnego pomocnika. Od 2021 jest zawodnikiem klubu FC Nouadhibou.

## Kariera klubowa
Swoją karierę piłkarską Dellahi Yali rozpoczął w klubie FC Tevragh-Zeina. W sezonie 2014/2015 zadebiutował w jego barwach w pierwszej lidze mauretańskiej. W debiutanckim sezonie wywalczył z nim mistrzostwo Mauretanii, a w sezonie 2015/2016 zdobył z nim dublet - mistrzostwo i Puchar Mauretanii. W sezonie 2016/2017 grał w FC Nouadhibou, z którym zdobył krajowy puchar.
W 2017 roku Dellahi Yali odszedł do łotewskiego klubu FK Liepāja. Swój debiut w nim zanotował 22 kwietnia 2017 w zremisowanym 1:1 wyjazdowym meczu z FK Ventspils. Grał w nim przez sezon.
W 2018 roku Dellahi Yali wrócił do Mauretanii i w sezonie 2018 występował w klubie ASC Tidjikja. W drugiej połowie roku grał w FC Tevragh-Zeina. W styczniu 2019 przeszedł do algierskiego DRB Tadjenanet, w którym swój debiut zaliczył 31 stycznia 2019 w zremisowanym 0:0 wyjazdowym spotkaniu z NA Hussein Dey.
Latem 2019 Dellahi Yali przeszedł do NA Hussein Dey, w którym zadebiutował 15 sierpnia 2019 w zremisowanym 0:0 domowym meczu z JS Kabylie. W Hussein Dey grał do końca sezonu 2019/2020.
Latem 2020 Dellahi Yali wrócił do FC Tevragh-Zeina, a w listopadzie 2020 przeszedł do libijskiego Al-Nasr Bengazi. W 2021 wrócił do FC Nouadhibou.

## Kariera reprezentacyjna
W reprezentacji Mauretanii Dellahi Yali zadebiutował 21 czerwca 2015 w wygranym 2:1 meczu Mistrzostw Narodów Afryki 2016 ze Sierra Leone, rozegranym w Nawakszucie. W 2019 roku był w kadrze na Puchar Narodów Afryki 2019. Zagrał na tym turnieju w trzech meczach grupowych: z Mali (1:4), z Angolą (0:0) i z Tunezją (0:0).
W 2022 roku Dellahi Yali został powołany do kadry na Puchar Narodów Afryki 2021. Na tym turnieju rozegrał trzy mecze grupowe: z Gambią (0:1), z Tunezją (0:4) i z Mali (0:1).